# Coupe du monde de ski de fond 1992-1993
Navigation
Édition précédente Édition suivante
La 12e édition de la Coupe du monde de ski de fond s'est déroulée du 12 décembre 1992 au 20 mars 1993. Le Norvégien Bjørn Dæhlie remporte le classement général chez les hommes pendant que la Russe Lioubov Iegorova remporte la Coupe du monde.

## Classements

### Classements généraux
| Rang | Nom                | Points |
| ---- | ------------------ | ------ |
| 1    | Bjørn Dæhlie       | 696    |
| 2    | Vladimir Smirnov   | 649    |
| 3    | Vegard Ulvang      | 576    |
| 4    | Torgny Mogren      | 488    |
| 5    | Marco Albarello    | 351    |
| 6    | Silvio Fauner      | 308    |
| 7    | Mikhail Botvinov   | 292    |
| 8    | Sture Sivertsen    | 285    |
| 9    | Alexei Prokourorov | 251    |
| 10   | Terje Langli       | 234    |

| Rang | Nom                     | Points |
| ---- | ----------------------- | ------ |
| 1    | Lioubov Iegorova        | 760    |
| 2    | Elena Välbe             | 710    |
| 3    | Stefania Belmondo       | 596    |
| 4    | Larisa Lazutina         | 519    |
| 5    | Manuela Di Centa        | 511    |
| 6    | Trude Dybendahl         | 396    |
| 7    | Kateřina Neumannová     | 356    |
| 8    | Marja-Liisa Kirvesniemi | 286    |
| 9    | Marjut Rolig            | 285    |
| 10   | Anita Moen              | 259    |

## Calendrier et podiums

### Hommes
| Étape                                                                      | Lieu                | Épreuve         | Date             | Vainqueur          | Deuxième         | Troisième          |
| -------------------------------------------------------------------------- | ------------------- | --------------- | ---------------- | ------------------ | ---------------- | ------------------ |
| 1                                                                          | Ramsau am Dachstein | 10 km Libre     | 12 décembre 1992 | Vegard Ulvang      | Vladimir Smirnov | Václav Korunka     |
| 2                                                                          | Ramsau am Dachstein | 15 km Classique | 13 décembre 1992 | Bjørn Dæhlie       | Vegard Ulvang    | Vladimir Smirnov   |
| 3                                                                          | Val di Fiemme       | 30 km Libre     | 18 décembre 1992 | Vladimir Smirnov   | Mikhail Botvinov | Alexei Prokourorov |
| 4                                                                          | Kavgolovo           | 30 km Classique | 3 janvier 1993   | Bjørn Dæhlie       | Mikhail Botvinov | Torgny Mogren      |
| 5                                                                          | Ulrichen            | 15 km Classique | 9 janvier 1993   | Marco Albarello    | Vegard Ulvang    | Bjørn Dæhlie       |
| Championnats du monde de ski nordique 1993 (19 février au 28 février 1993) |                     |                 |                  |                    |                  |                    |
| 6                                                                          | Lahti               | 30 km Libre     | 6 mars 1993      | Torgny Mogren      | Vladimir Smirnov | Václav Korunka     |
| 7                                                                          | Oslo                | 50 km Classique | 10 mars 1993     | Alexei Prokourorov | Gudmund Skjeldal | Sture Sivertsen    |
| 8                                                                          | Štrbské Pleso       | 15 km Classique | 19 mars 1993     | Bjørn Dæhlie       | Marco Albarello  | Silvio Fauner      |

### Femmes
| Étape                                                                      | Lieu                | Épreuve         | Date             | Vainqueur           | Deuxième                | Troisième         |
| -------------------------------------------------------------------------- | ------------------- | --------------- | ---------------- | ------------------- | ----------------------- | ----------------- |
| 1                                                                          | Ramsau am Dachstein | 5 km Classique  | 12 décembre 1992 | Kateřina Neumannová | Elena Välbe             | Larisa Lazutina   |
| 2                                                                          | Val di Fiemme       | 15 km Libre     | 18 décembre 1992 | Lioubov Iegorova    | Larisa Lazutina         | Elena Välbe       |
| 3                                                                          | Kavgolovo           | 30 km Classique | 3 janvier 1993   | Lioubov Iegorova    | Elena Välbe             | Trude Dybendahl   |
| 4                                                                          | Ulrichen            | 10 km Classique | 9 janvier 1993   | Elena Välbe         | Marja-Liisa Kirvesniemi | Stefania Belmondo |
| 5                                                                          | Cogne               | 10 km Libre     | 16 janvier 1993  | Stefania Belmondo   | Elena Välbe             | Lioubov Iegorova  |
| Championnats du monde de ski nordique 1993 (19 février au 28 février 1993) |                     |                 |                  |                     |                         |                   |
| 6                                                                          | Lahti               | 5 km Libre      | 6 mars 1993      | Lioubov Iegorova    | Manuela Di Centa        | Stefania Belmondo |
| 7                                                                          | Lillehammer         | 5 km Classique  | 9 mars 1993      | Trude Dybendahl     | Lioubov Iegorova        | Manuela Di Centa  |
| 8                                                                          | Štrbské Pleso       | 10 km Classique | 19 mars 1993     | Elena Välbe         | Lioubov Iegorova        | Manuela Di Centa  |